# M Stand
M Stand是中華人民共和國一家總部位於上海的咖啡連鎖店，創始人為葛冬，成立於2017年。2017年11月，M Stand在上海建国西路开出了第一家门店，M Stand為Mind Stand的縮寫，寓意無需標榜，不被定義，主打city都市白领客群，目前在中國各大城市開設有分店 截至2024年6月，該咖啡店在上海、北京、成都、杭州、宁波、深圳、广州，武漢、重慶、南京、蘇州等城市開設约60家门店。

## 外部連結
- 官方网站